# إديث أوليفر
إديث أوليفر (بالإنجليزية: Edith Oliver)‏ هي صحفية وناقدة سينمائية أمريكية، ولدت في 9 أغسطس 1913، وتوفيت في 23 فبراير 1998.
وتُعد إديث، التي اعتزلت النقد عام 1992، من أنشط الناقدات الأمريكيات، حيث عملت -على امتداد عقود- ناقدة في صحيفة «النيويوركر» كما كتبت الكثير من برامج المسابقات للإذاعة وأشهرها برنامج «صواب أم خطأ».
توفيت يوم 23 فبراير 1998 إثر ازمة قلبية عن عمر ناهز 84 عاماً.